# Oswaldo Payá Sardiñas
Oswaldo Payá Sardiñas   (El Cerro, 29 de febrer de 1952 - Bayamo, 22 de juliol de 2012) fou un activista polític cubà en favor dels drets humans i la democràcia.
Fou el fundador i l'organitzador del Projecte Varela, el qual, emparat per la constitució, va recollir les signatures necessàries per a presentar al govern una sol·licitud de canvis en la legislació. Aquests canvis, en cas d'haver estat acceptats pel govern i aprovats per vot popular, haurien introduït a Cuba la llibertat d'associació, llibertat d'expressió, llibertat de premsa, eleccions lliures, llibertat d'empresa i amnistia per als presos polítics.
Morí el 22 de juliol de 2012 a Bayamo, Cuba, en un accident de trànsit.

## Orígens
Va néixer el 1952 a la ciutat de l'Havana, en una família de profundes arrels catòliques. Pels volts de 1959 el govern cubà va començar a reprimir les activitats de l'Església Catòlica. De jove refusà unir-se al Partit Comunista de Cuba (PCC) i a les seves organitzacions juvenils, però als 16 anys va ser reclutat a l'exèrcit cubà. Durant la realització del servei militar obligatori va ser castigat per negar-se a participar en el transport d'un grup de presoners polítics i va ser condemnat a treballs forçats a la Isla de la Juventud durant tres anys. com a cristià devot atribuí l'incident que va dur al seu càstig a la seva negació de comprometre les seves creences religioses.
Posteriorment estudià Enginyeria i treballa com a fabricant d'equips anestèsics.

## Política

### Moviment Cristià Alliberament
L'any 1988 fou un dels membres fundadors del Moviment Cristià Alliberament. Aquesta organització política sense afiliació religiosa, creada per catòlics seglars, busca avançar els drets humans i cívics dels cubans.
El 1992, per primera vegada, Payá feu públic la seva intenció de postular-se com a diputat a l'Assemblea Nacional del Poder Popular. Detingut per part de la policia cubana, fou dut a un centre dels "Comitès de Defensa de la Revolució" on fou rebut per membres del Partic Comunista de Cuba, i retingut, sense poder presentar-se a les eleccions.
El 1997, el mateix Payá i uns altres 10 membres del Moviment Cristià Alliberament, recolliren centenars de signatures de suport a les seves candidatures per a diputats. Aquesta fou la primera vegada que alguns ciutadans es presentaven com a candidats amb suport popular i sense el suport del govern, però no obstant això les comissions electorals no van acceptar les seves candidatures.

### Projecte Varela
El 1988, al costat d'altres membres del Moviment Cristià Alliberament, va fundar el Projecte Varela. Aquest projecte, emparat per la constitució, va aconseguir recollir més de les 10.000 signatures necessàries per a presentar al govern una sol·licitud de canvis en la legislació a través d'un referèndum nacional. Aquests canvis, en cas d'haver estat acceptats pel govern i aprovats per vot popular, haurien introduït a Cuba la llibertat d'associació, llibertat d'expressió, llibertat de premsa, eleccions lliures, llibertat d'empresa, i amnistia per als presos polítics.
La Constitució cubana permet que els ciutadans puguin demanr un referèndum nacional per a qualsevol proposta que tingui un mínim de 10.000 signatures de ciutadans cubans registrats. L'any 2002 Payá va aconseguir presentar personalment 11.020 signatures donant suport a aquest projecte a l'Assemblea Nacional, i el 2004 va presentar 14.000 signatures addicionals. L'Assemblea Nacional va ignorar aquesta comanda constitucional.

### El Diàleg Nacional i el Programa Tots Cubans
L'any 2003 Payá, i altres activistes, van començar un procés d'anàlisi de treball anomenat Diálogo Nacional ("Diàleg Nacional"), en el qual van participar més de 12.000 cubans de dins i fora de Cuba en més de 3.000 grups de discussió, utilitzant un "document de treball" com a punt de partida per a la seva discussió. Els seus comentaris i suggeriments van ser compilats i integrats sistemàticament al document del Programa Todos Cubanos ("Programa Tots Cubans"), que Payá va presentar al públic l'any 2006 per a guiar una transició pacífica i democràtica.

### Perfil General
A diferència d'alguns dissidents cubans, Payá no acceptà ajuda del govern dels Estats Units d'Amèrica i s'oposà a l'embargament actual. També mantingué la seva distància dels grups polítics cubans als Estats Units, refusant donar suport la meta d'alguns d'implementar un programa de readquisició de terres després del retorn dels exiliats a Cuba.
| «           | "No és un programa neoliberal. Per això, ens ataquen els grups poderosos a Miami. Quan la gent parla del que va a passar a Cuba després de Fidel, diem - espera, hi ha onze milions de persones a Cuba, no només Fidel Castro" | » |
| — Traducció | |   |

Encara que la seva activitat política fou tolerada i, en algunes instàncies, se li va permetre viatjar a l'exterior, Payá sofrí una intimidació constant. A principis de l'any 2007 denuncià la presència de 283 presoners polítics a Cuba, incloent membres del Moviment Cristià Alliberament i partidaris del Projecte Varela. Amnistia Internacional considerà a 78 dels presoners polítics com "presoners de consciència", en nombre més alt del món.

## Reconeixements
L'any 2002 fou guardonat amb el Premi Sàkharov per la Llibertat de Consciència concedit pel Parlament Europeu, i el 2003 el Premi Averell Harriman per a la Democràcia per part de l'Institut Nacional Demòcrata dels Estats Units d'Amèrica.